# هاربورگ (هامبورگ)
هاربورگ (به آلمانی: Bezirk Harburg) یک منطقهٔ مسکونی در آلمان است که در هامبورگ واقع شده‌است. هاربورگ  ۲۰۲٬۵۲۶ نفر جمعیت دارد.

## خواهرخوانده
شهر تورئون٬ کواویلا خواهرخواندهٔ هاربورگ (هامبورگ) هست.